# تعفن السرير
تعفن السرير (بالإنجليزية: Bed rotting) عبارة من عبارات وسائل التواصل الاجتماعي المنتشرة في الجيل Z حيث تصف بقاء الشخص في السرير لمدة يوم كامل دون الانخراط في الأنشطة والأعمال اليومية. يؤكد هذا المفهوم على أخذ الوقت للراحة وإعادة الشحن والاستمتاع بالأنشطة الترفيهية مثل مشاهدة التلفزيون أو القراءة أو تصفح وسائل التواصل الاجتماعي دون الضغط على الإنتاجية.
في 13 فبراير 2024، أعلن موقع المعجم الانجليزي Dictionary.com أنه أضاف مصطلح تعفن السرير "Bed rotting" إلى جانب أكثر من 1700 تعريف جديد أو محدث لتعكس الاتجاهات الحديثة عبر الإنترنت. تم تعريفه على أنه "ممارسة قضاء ساعات طويلة في السرير أثناء النهار، غالبًا مع تناول الوجبات الخفيفة أو استخدام جهاز إلكتروني، كنوع من الانسحاب الطوعي من النشاط أو التوتر." 

## خلفية
يقضي العديد من المشاركين في تعفن السرير وقتهم عادة على هواتفهم الذكية أو قراءة كتاب.      قد يكون لهذا السلوك تأثير سلبي على الأفراد الذين يعانون من الاكتئاب إلى جانب كونه أحد أعراض الاكتئاب. في حين يرى البعض أنها طريقة لإعطاء الأولوية للصحة العقلية ومحاربة الإرهاق، فمن المهم موازنة ذلك مع الأنشطة الأخرى للحفاظ على الصحة العامة. اكتسب هذا الاتجاه زخمًا على وسائل التواصل الاجتماعي، حيث يشارك المستخدمون تجاربهم في "تعفن السرير"، احتفالًا بفن عدم القيام بأي شيء في بيئة مريحة ودافئة. 

## ردود الأفعال
قد فسر بعض المراقبين هذا الأمر على أنه رد فعل للتوتر أو القلق.    وصف موقع Lifehacker تعفن السرير بأنه "جانب من جوانب الخوف من فوات الشيء والمعروف بمصطلح FOMO ". 